# Llei de Malus

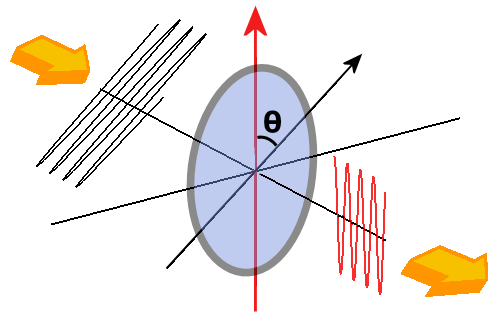
Esquema de la rotació que sofreix la llum polaritzada després de travessar un filtre polaritzador.

La llei de Malus és una llei d'òptica que relaciona la intensitat de llum polaritzada abans i després de travessar un filtre polaritzador. Es pot enunciar així:
La intensitat de la llum polaritzada que surt d'un filtre polaritzador és igual a la intensitat de llum polaritzada abans de travessar-lo multiplicada pel cosinus al quadrat de l'angle que formen les dues direccions de polarització.
Matemàticament:
on:
- I: Intensitat de la llum polaritzada després d'haver travessat el filtre polaritzador.
- I0: Intensitat de la llum polaritzada abans d'haver travessat el filtre polaritzador.
- θ: Angle entre les direccions de polarització de la llum polaritzada abans i després de travessar el filtre polaritzador.

Si la llum incident no és polaritzada també es compleix aquesta llei. En aquest cas es pot demostrar que {\displaystyle \cos ^{2}\theta =1/2}, i resulta que la intensitat de sortida és la meitat de la d'entrada {\displaystyle I=I_{0}/2}.

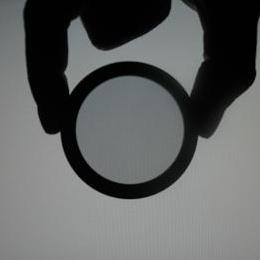
θ = 0°
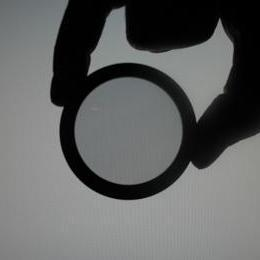
θ = 22,5º
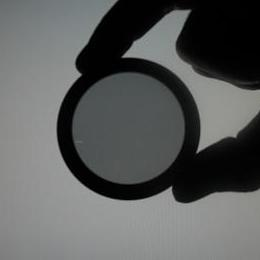
θ = 45°
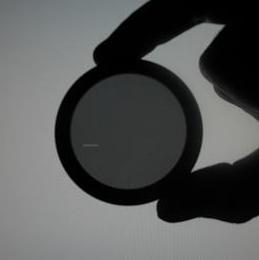
θ = 67,5º
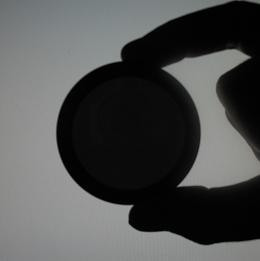
θ = 90°

Diferents angles del filtre polaritzador respecte de la direcció de la llum polaritzada

d'entrada provinent d'una pantalla de televisió.
La intensitat és màxima (igual que la d'entrada) quan l'angle és 0°, 180°, 360°,... i és zero per a angles de 90°, 270°,...
Aquesta llei fou descoberta el 1810 pel físic francès Étienne Louis Malus i contribuí a acceptar la naturalesa transversal de la llum, ja que en proporciona una explicació simple. S'utilitza quan es vol fer variar la intensitat de llum d'una font seguint una llei coneguda; per exemple quan s'estudia la resposta d'una cèl·lula fotoelèctrica davant d'una intensitat de llum variable.